# Aleksandr Gómelski
Aleksandr Iàkovlevitx Gómelski rus: Алекса́ндр Я́ковлевич Го́мельский (18 de gener de 1928, Kronstadt - 16 d'agost de 2005, Moscou) fou un entrenador soviètic de bàsquet i entrenador d'honor de l'URSS. Durant 19 anys entrenà la selecció nacional masculina de l'URSS, la qual, sota la seva direcció, es va convertir en campiona olímpica el 1988, dues vegades campiona del món (1967, 1982) i set vegades campiona d'Europa (1961, 1963, 1965, 1967, 1969, 1979, 1981). Forma part, des del 1995, del Basketball Hall of Fame i del Saló de la Fama de la FIBA des del 2007.

## Biografia
Va començar a jugar i entrenar a l'equip de la seva ciutat fins al 1952. Després va passar a entrenar l'ASK Riga. El 1958 es va obtenir amb aquest equip el primer de tres títols consecutius del Campionat d'Europa de clubs (antic nom de l'Eurolliga de bàsquet).
Es va traslladar a Moscou per dirigir el CSKA de Moscou del 1969 a 1980, on va guanyar el títol europeu el 1971, en derrotar l'Ignis Varese.
Gomelski va ser entrenador de l'equip de bàsquet de la Unió Soviètica durant gairebé trenta anys. Va guanyar l'or en els Jocs Olímpics de 1988, quan va derrotar Iugoslàvia a la final després d'haver eliminat sensacionalment els Estats Units a les semifinals. També va guanyar dues medalles d'or en el Campionat Mundial el 1967 i 1982 i 7 medalles d'or al Campionat d'Europa el 1961, 1963, 1965, 1967, 1969, 1979 i 1981.
Era l'entrenador en cap de l'equip nacional de la Unió Soviètica el 1972, i s'esperava també que ho fos durant els Jocs Olímpics de 1972. Però a causa que Gomelski era jueu, el KGB li va confiscar el passaport, per por que Gomelski fugís a Israel. L'equip soviètic, amb Vladímir Kondraixin com a entrenador, va guanyar la seva primera medalla d'or olímpica aquest any, en un controvertit partit contra l'equip nacional de bàsquet dels Estats Units.
Va escriure diversos llibres sobre bàsquet des de 1960. Al final de la seva carrera d'entrenador, també va treballar com a comentarista de televisió.
El 1992 va obtenir el càrrec de president de la Federació Russa de Bàsquet. El desembre de 1997 es va convertir en president del club de bàsquet CSKA.
El 1995 va ser inclòs al Basketball Hall of Fame. Des del 2005, el premi a l'entrenador de l'any de l'Eurolliga duu el seu nom.
Gómelski va morir a Moscou als 77 anys a causa d'una leucèmia. Va ser enterrat al cementiri de Vagànkovo.Gomelski va tenir quatre fills, un dels quals, Vladímir Gómelski, també fou jugador de bàsquet.

## Equips entrenats
- BK Spartak Sant Petersburg de 1949 a 1952.
- ASK Riga entre 1953 i 1966,
- CSKA Moscou de 1969–1980, 1985–1986
- Selecció de bàsquet de la Unió Soviètica de 1961–1970, 1977–1983, 1987–1988
- Tenerife Nº1 de 1988 a 1989
- Limoges de 1990 a 1991

## Palmarès

### Competicions de clubs

#### Competicions nacionals
- Lliga de bàsquet de l'URSS: 13
- :ASK: 1955, 1957, 1958
- :CSKA: 1970–1974, 1976–1980
- Copa de la Unió Soviètica: 2
- :CSKA: 1972, 1973

#### Competicions internacionals
- Copa de campions: 4

ASK Riga: 1958, 1958-1959, 1959-1960
CSKA de Moscou: 1970-1971

### Competicions de seleccions nacionals
- Campió olímpic amb l'equip nacional soviètic: 1988.
- Mundials: 2
- : Equip nacional soviètic: 1967, 1982.
- Europeus: 7
- : Equip nacional soviètic: 1961, 1963, 1965, 1967, 1969, 1979, 1981.